# Thladiantha capitata
Thladiantha capitata är en gurkväxtart som beskrevs av Célestin Alfred Cogniaux. Thladiantha capitata ingår i släktet berggurkor, och familjen gurkväxter. Inga underarter finns listade i Catalogue of Life.